# Aechmea maranguapensis
Espèce
Classification phylogénétique
Aechmea maranguapensis est une espèce de plantes de la famille des Bromeliaceae, endémique du Brésil.

## Distribution
L'espèce est endémique de l'État de Ceará au nord-est du Brésil.

## Description
L'espèce est épiphyte.